# Liebe Angst
Liebe Angst ist ein deutscher Dokumentarfilm aus dem Jahr 2022. Die Sängerin Kim Seligsohn und die Regisseurin Sandra Prechtel schildern die Familiengeschichte von Seligsohns Großmutter, die als Jüdin in Auschwitz ermordet wurde, ihrer Mutter, die als kleines Kind mit ihren Brüdern überlebte, und ihre eigene als Angehörige der zweiten Generation. 

## Handlung
Kim Seligsohn zieht in eine neue Wohnung und erfährt zufällig, dass ihre Mutter Lore Kübler als Kind schräg gegenüber wohnte und im Alter von sechs Jahren erlebte, wie ihre jüdische Mutter in das KZ Auschwitz deportiert wurde. Jahre später versucht Lores Tochter Kim, einen Weg zu finden, um über die Vergangenheit zu sprechen und die schmerzhaften Erfahrungen ihrer Mutter, die als Displaced Person nie über ihre Vergangenheit sprach, zu verarbeiten.

## Produktion
Der Film lief in Deutschland am 23. März 2023 an.

## Rezensionen
Sedat Aslan vom Filmfest München lobte den Film: „Ein Dokumentarfilm, dem man ein Denkmal bauen möchte.“